# Telaga Bertong
Telaga Bertong is een bestuurslaag in het regentschap Sumbawa Barat van de provincie West-Nusa Tenggara, Indonesië. Telaga Bertong telt 4334 inwoners (volkstelling 2010).